# خمیر هزارلا
خمیر هزارلا، خمیر هزار برگ، خمیر ورقه‌ای، خمیر پای فرانسوی (به فرانسوی: Pâte feuilletée) نوعی خمیر چند لایه است که با قرار دادن کره در داخل خمیر و تا کردن خمیر تهیه می‌شود. این خمیر بیشتر برای تهیه پای به کار می‌رود. خمیر هزارلا در آشپزی فرانسوی یکی از خمیرهای پرعطر و خوش‌طعم به‌شمار می‌آید. این خمیر بر اساس روش تهیه به سه نوع تقسیم می‌شود: روش اصلی (که در آن کره در داخل خمیرآب قرار می‌گیرد)، روش برعکس و روش سریع. خوراکی‌هایی شبیه این خمیر از زمان‌های باستان در مصر و روم وجود داشته‌اند اما نوع امروزین خمیر هزارلا خاستگاه فرانسوی دارد.
آردی که در خمیر هزارلا استفاده می‌شود، ترکیبی از آرد شیرینی و آرد نان (بدون سبوس) است و هر چه میزان آرد نان بکار رفته بیشتر باشد، پایی که از خمیر به دست می‌آید، خوش طعم‌تر خواهد شد. از لحاظ طعم، در میان انواع مواد چرب، بهترین گزینه برای این خمیر، کره است. از نکته‌های مهم در حین تهیهٔ آن، نرم نشدن کره است. به علت اینکه فریز کردن خمیر، پهن کردن آن را دشوار می‌کند، برای حفظ سرما، خمیر چند بار در یخچال خوابانده می‌شود و همین باعث طولانی شدن زمان تهیه آن می‌شود، اما خمیر آماده‌شده را می‌توان در فریزر نگهداری کرد. این خمیر به‌قدر کافی خوشمزه است و می‌توان آن را پس از پخت به تنهایی صرف کرد. همچنین به آن انواع مواد غذایی شیرین یا شور اضافه شده و به حالت ترکیبی نیز خورده می‌شود.

## بررسی واژه
نام دیگر خمیر هزارلا، خمیر پای فرانسوی است. در ایران این خمیر به نام خمیر هزارلا، خمیر هزار برگ و خمیر ورقه‌ای شناخته می‌شود، همچنین از این خمیر در برخی از منابع ایرانی به عنوان خمیر میل‌فوی نام برده شده‌است. میل‌فوی (به فرانسوی:Mille-feuille) در زبان فرانسوی به معنای هزار برگ و نام نوعی شیرینی یا کیک نیز هست. در فرانسه شیرینی ناپلئونی، «شیرینی میل‌فوی» یا «کیک هزارلایه» نامیده می‌شود.
خمیر هزارلا به زبان فرانسوی پات فوئیته (به فرانسوی:Pâte feuilletée) یا پات فوئیتاژ (به فرانسوی:Pâte feuilletage) نامیده می‌شود. feuille به معنی برگ است. این خمیر در کشورهای انگلیسی زبان، خمیر پف‌دار (به انگلیسی: Puff pastry) نامیده می‌شود.
به خمیری که از مخلوط شدن آرد، آب و نمک درست می‌شود، خمیرآب (به انگلیسی:Water dough)؛ (به فرانسوی:détrempe) می‌گویند. این خمیر پس از ورز دادن به شکل گرد درآمده و سطح بالایی آن به شکل ضربدری با کارد بریده می‌شود. سپس بعد از خواباندن در یخچال، کره در داخل این خمیر قرار می‌گیرد.

## تعریف

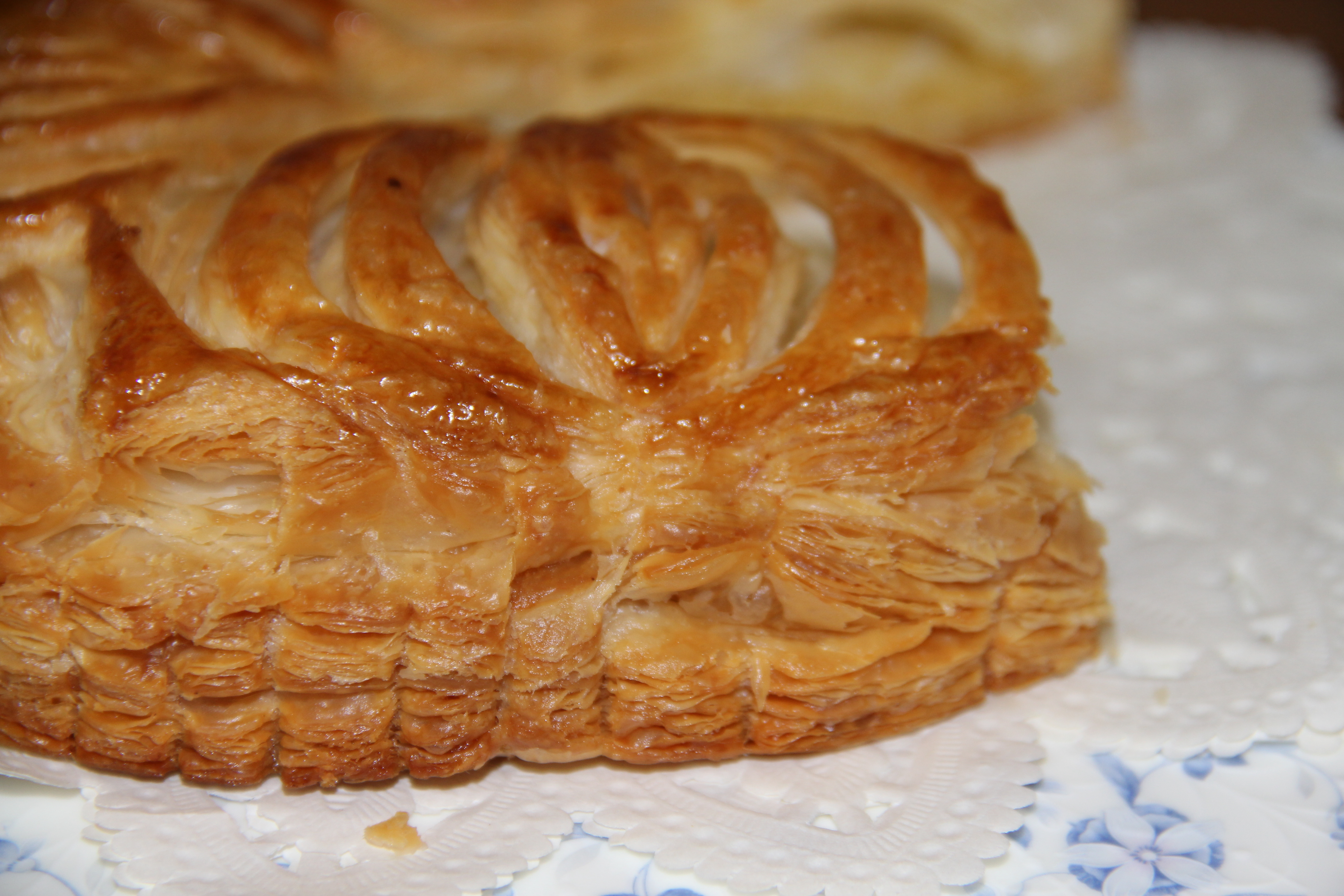
لایه‌های نازک خمیر هزارلا پس از پخت در کیک پادشاه

خمیر هزارلا، بیشتر در شیرینی‌های فرانسوی استفاده می‌شود، این خمیر از لایه‌های خمیر و چربی شکل گرفته‌است. نسبت چربی معمولاً بالاست و بیش از ۳۰ درصد از تمام خمیر خام را تشکیل می‌دهد. اغلب مخلوطی از آرد گندم ضعیف و قوی استفاده می‌شود. چربی باید یک بافتِ تقریباً مومی داشته باشد. همین‌طور باید در طی مراحل کار جامد باقی بماند. اگر چه عمدتاً از کره استفاده می‌شود اما نقطه ذوب پایین کره، باعث مخلوط شدن آن با خمیر در فرایند عمل خواهد شد و به این دلیل، کره برای این خمیر چندان مناسب نیست. متخصصان قنادی برای این خمیر اغلب از یک مارگارین ویژه، حاوی چربی با نقطه ذوب بالا استفاده می‌کنند.
برخی از تعاریفی که از این خمیر در منابع شده‌است، عبارتند از:
- خمیر هزارلا خمیری است که کره و خمیرآب (عمدتاً خمیری است که تنها از آب و آرد درست می‌شود) به شکل لایهٔ نازک درآمده و به تعداد بسیار بر روی هم قرار گرفته باشد.[۱۰]
- این خمیر از قرار دادن کره میان خمیرآب و چندین بار تا کردن به دست می‌آید.[۱۱]

## تاریخچه
تاریخ تهیه خمیر هزارلا به زمان‌های دور بازمی‌گردد. خمیری که در زمان‌های باستان وجود داشت، با خمیرهای امروزی تا حدی متفاوت بود. گفته می‌شود در دوران پادشاهی نوین مصر بین سده‌های شانزدهم تا یازدهم پیش از میلاد، خمیری وجود داشت که پس از پخت به شکل لایه‌لایهٔ نازک درمی‌آمد و به عنوان شیرینی یا غذا مصرف می‌شد. دو ویژگی اصلی خمیر هزارلا چربی و داشتن لایه است. با توجه به این دو خصوصیت در دیوار مقبرهٔ رامسس سوم (زمان مرگ ۱۲۰۰ سال پیش از میلاد) تصویری از یک خمیر که در چربی پیچیده شده، دیده می‌شود. گفته می‌شود که این تصویر یک نوع شیرینی است که «اوتنت» (Uten-t) نام داشته‌است. به همین سبب گفته می‌شود که اشکالی از این خمیر در آن زمان موجود بوده‌است.
یکی از غذاهای پرطرفدار در روم باستان پاته بود و خمیری که در آن به کار می‌رفت شباهت زیادی به خمیر هزارلا داشت. از لحاظ تخصصی واژهٔ خمیر لایه‌ای از سده شانزدهم میلادی بکار رفت. در آن دوران طرز تهیه به صورت چیدن قطعات کوچک کره در روی خمیرآب و سپس تا زدن بود. در منابع مکتوبی که از قرن چهاردهم میلادی بر جا مانده، نام کیکی پوسته پوسته به نام (به فرانسوی:gâteau feuilleté) به چشم می‌خورد. در کئور واقع در جنوب غربی فرانسه این خمیر با استفاده از روغن درست می‌شده‌است. در قرن پانزدهم در بین غذاهای قصر دوک‌نشین بزرگ توسکانی نوعی خوراک اسفناج که از خمیر لایه‌ای درست می‌شده، وجود داشته‌است.
در نوع اسپانیولی خمیر ورقه‌ای، روغن به حالت یک لایه بر روی خمیرآب قرار می‌گیرد. این خمیر در مجارستان و در نوعی شیرینی و غذای سنتی که امروزه به نام اشترودل (با تلفظ آلمانی) شهرت پیدا کرده، استفاده می‌شود.

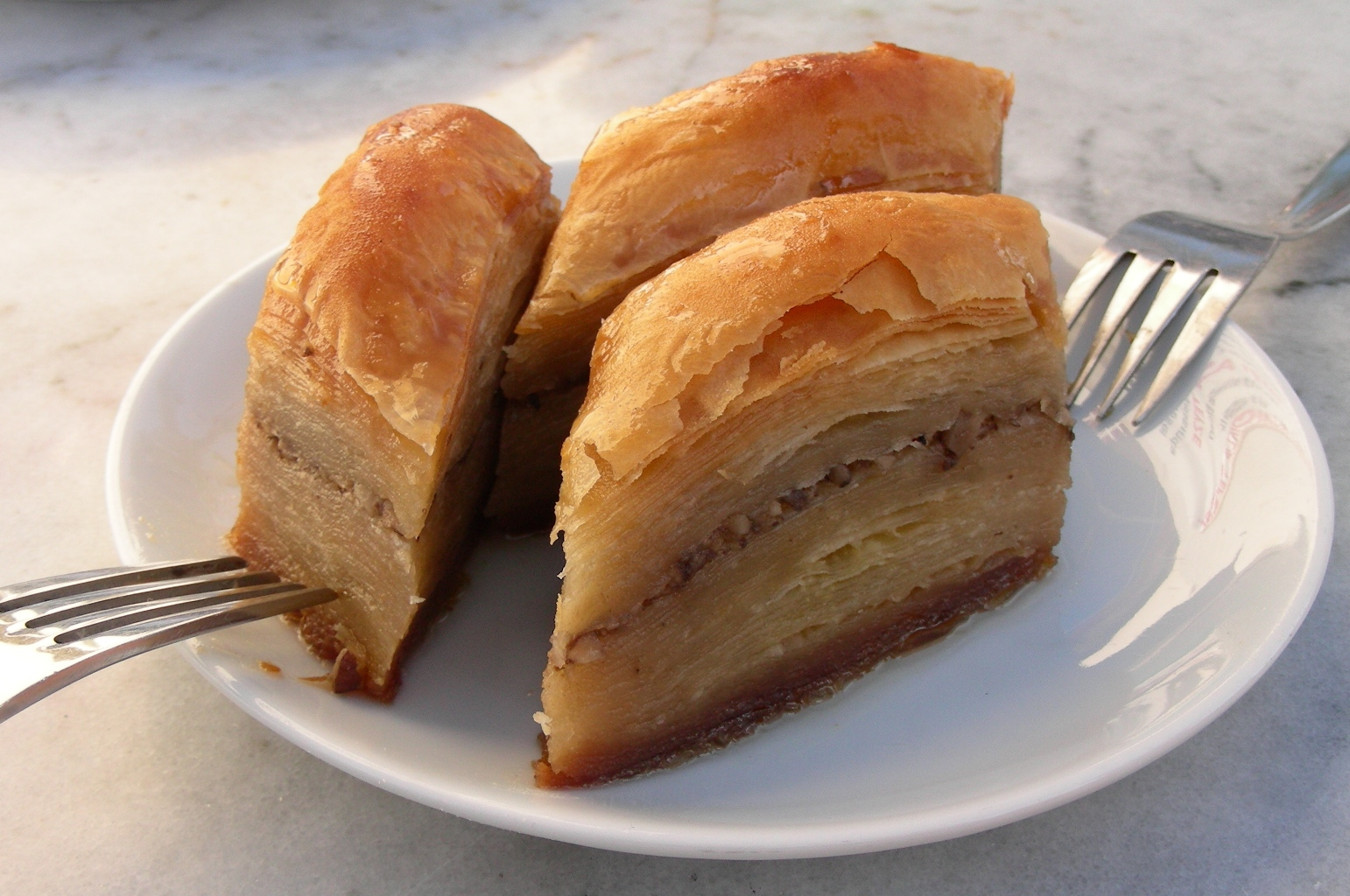
باقلوا از اشکال اولیه خمیر هزارلا به‌شمار می‌رود.

امروزه در یونان، ترکیه و کشورهای عربی نیز نوعی خمیر به نام خمیر فیلو وجود دارد که در آن بر روی خمیری که بسیار نازک شده لایه‌ای از روغن مالیده می‌شود. این خمیر چند لایه دارد و بعد از پخت باقلوا نامیده می‌شود. باقلوا از اشکال ابتدایی خمیر هزارلا به‌شمار می‌آید.
در مورد اینکه نوع امروزی خمیر هزارلا از چه زمان و توسط چه کسی به وجود آمده‌است، دو نظریه وجود دارد: نظریه نخست این است که این خمیر توسط کلود لورین نقاش مشهور فرانسوی (زمان حیات ۱۶۸۲–۱۶۰۰ میلادی) اختراع شده‌است. خواستهٔ کلود لورین این بود که نقاش شود ولی از آنجائیکه خانوادهٔ او فقیر بودند، شیرینی‌پزی را به‌طور تجربی آموخت و زندگیش از طریق شیرینی‌پزی می‌گذشت. او یک روز قصد داشت که خمیر کره‌ای درست کند، اما فراموش کرد که داخل خمیر کره بریزد. چون چاره‌ای نبود، به فکرش رسید که کره را در لای خمیر قرار بدهد و سپس برای اینکه کره با خمیر مخلوط شود، چندین بار خمیر را باز کرده و تا کرد. این خمیر پس از پخت به خوبی انبساط پیدا کرد و به حالت چند لایه درآمد. این نوع نان با استقبال مردم روبرو شد و کلود لورین از این طریق سرمایهٔ کافی به دست آورد و توانست به فلورانس رفته و به کار مورد علاقه‌اش نقاشی از مناظر بپردازد.

نظریه دوم بدین صورت است که سرآشپز دودمان کنده به نام «فوئیت» (به فرانسوی:feuillet) این خمیر را اختراع کرده‌است. به فرانسوی این خمیر «فوئیته» نیز نامیده می‌شود و این احتمال می‌رود که نام خمیر از نام این سرآشپز منشأ گرفته باشد. هر دو نظریه از نظر صحت مورد تردید هستند.
در کتاب شیرینی سلطنتی پاریس اثر آشپز معروف اوایل قرن نوزدهم فرانسه ماری آنتوان کارم (۱۷۸۴ – ۱۸۳۳ میلادی)، از نوع امروزی خمیر هزارلا مطالب بسیاری دیده می‌شود.

## انواع

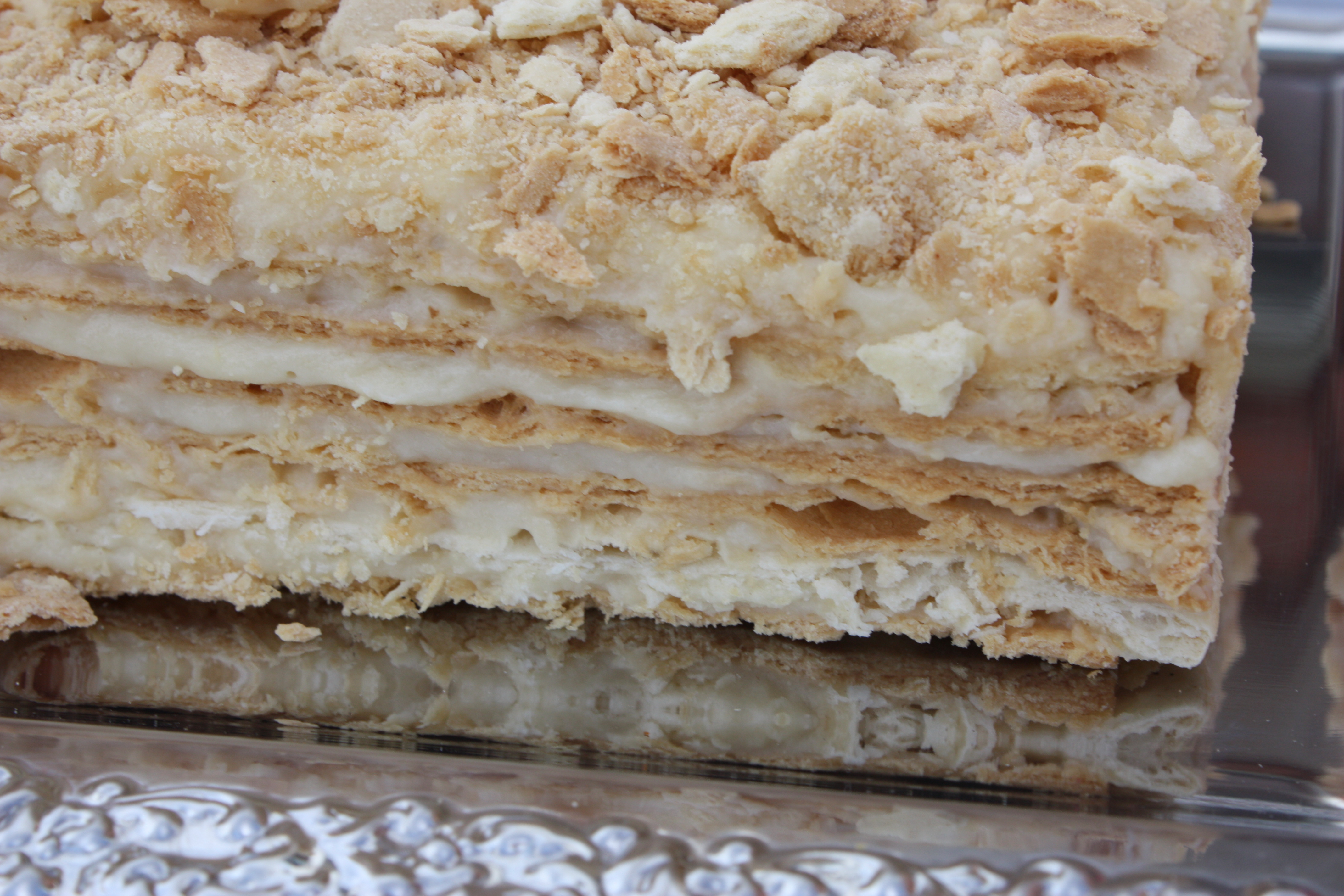
در شیرینی ناپلئونی برعکس روش معمول، خمیر در داخل لایه‌ای از کره قرار می‌گیرد.

نوع دستی و غیر کارخانه‌ای این خمیر بر اساس روش تهیه به سه نوع تقسیم می‌شود:
۱. روش اصلی: در این روش کره در داخل خمیرآب قرار می‌گیرد.
۲. برعکس یا (به فرانسوی:enversé): در این روش برعکس روش اصلی خمیرآب در داخل لایه‌ای از کره قرار می‌گیرد. بدین ترتیب لایهٔ خارجی در این روش کره است. این روش بیشتر برای درست کردن شیرینی ناپلئونی استفاده می‌شود.
۳. خمیر هزارلای سریع (به فرانسوی:Feuilletage rapide) یا (به فرانسوی:Feuilletage â la minute): در این روش کره به شکل یک لایه در داخل خمیرآب قرار نمی‌گیرد بلکه از همان ابتدا با آرد و دیگر مواد مخلوط می‌شود. خمیر در این روش نسبت به دیگر روش‌ها سریع‌تر آماده می‌شود. پایی که از این نوع خمیر درست می‌شود، «پای آمریکایی» خوانده می‌شود. برخلاف نوع معمولی که خمیر سه سری تا زده می‌شود در نوع سریع عمل تا کردن در دو سری انجام می‌شود بدین ترتیب که در هر سری، نخست خمیر به حالت سه‌لا و بعد از تغییر جهت خمیر به شکل چهارلا تا زده می‌شود.

## مواد اولیه
آرد
با ورز دادن آرد و آب ماده‌ای به نام گلوتن از آرد خارج می‌شود. گلوتن بخشی از آرد است که به خمیر خاصیت بافت‌دهندگی و کشسانی می‌دهد. این ماده به نام چسب خوراکی نیز نامیده می‌شود. گلوتن ترکیبی از دو پروتئین به نام‌های گلیادین و گلوتلین است.
گلوتن قدرت بالایی در جذب آب تا حدود دو برابر وزن خود دارد.
آرد گندمی که در خمیر هزارلا استفاده می‌شود، ترکیبی از آرد شیرینی و آرد سفید نان (بدون سبوس) است و هر چه میزان آرد نان بکار رفته بیشتر باشد، پایی که از این خمیر پخته می‌شود، خوش طعم‌تر خواهد شد. آرد نان دارای پروتئین و گلوتن بیشتری است و بیشتر از آرد شیرینی پف می‌کند. همچنین لایه‌هایی که در اثر استفاده از آرد نان به دست می‌آید، سفت‌تر است و به آسانی شکل خود را از دست نمی‌دهد.
جدول زیر برخی از ارزش‌های غذایی موجود در ۱۰۰ گرم آرد گندم ضعیف (آرد شیرینی)، متوسط (ترکیبی از آرد شیرینی و آرد نان) و قوی (آرد نان) را نشان می‌دهد:
| نوع آرد   | آب       | پروتئین  | چربی    | کربوهیدرات | کلسیم      | فسفر       | آهن         | ویتامین B۱   | B۲           | B۳          |
| --------- | -------- | -------- | ------- | ---------- | ---------- | ---------- | ----------- | ------------ | ------------ | ----------- |
| آرد قوی   | ۱۴٫۵ گرم | ۱۱٫۷ گرم | ۱٫۸ گرم | ۷۱٫۴ گرم   | ۲۰ میلی‌گرم | ۷۵ میلی‌گرم | ۰٫۷ میلی‌گرم | ۰٫۱۳ میلی‌گرم | ۰٫۰۴ میلی‌گرم | ۰٫۷ میلی‌گرم |
| آرد متوسط | ۱۴ گرم   | ۹ گرم    | ۱٫۸ گرم | ۷۴٫۶ گرم   | ۲۰ میلی‌گرم | ۷۵ میلی‌گرم | ۰٫۷ میلی‌گرم | ۰٫۱۳ میلی‌گرم | ۰٫۰۴ میلی‌گرم | ۰٫۷ میلی‌گرم |
| آرد ضعیف  | ۱۴ گرم   | ۸ گرم    | ۱٫۷ گرم | ۷۵٫۷ گرم   | ۲۳ میلی‌گرم | ۷۰ میلی‌گرم | ۰٫۷ میلی‌گرم | ۰٫۱۳ میلی‌گرم | ۰٫۰۴ میلی‌گرم | ۰٫۷ میلی‌گرم |

مواد چرب
کره: از لحاظ طعم در میان انواع مواد چرب، بهترین گزینه برای این خمیر کره است. کره دارای سه خاصیت است، نخست اینکه با اینکه جامد است اما قابلیت شکل‌پذیری دارد. کره به راحتی با آرد مخلوط شده و باعث ترد شدن خمیر پخته‌شده می‌گردد. همچنین کره قدرت پذیرش مقادیر زیادی هوا را در بافت خود دارد و همین خاصیت باعث سبکی محصول پخته شده خواهد شد. البته با یک بار ذوب کردن کره و دوباره به صورت جامد درآوردن آن این سه خصوصیت کره تقریباً از بین خواهد رفت. بدین جهت آب کردن کره برای شکل دادن به آن صحیح نمی‌باشد. روش صحیح شکل دادن به کره بدین صورت است که کره بلافاصله پس از درآمدن از یخچال بر روی سطح آرد پاشیده شده قرار بگیرد و توسط کوبیدن وردنه بر روی آن به شکل چهار ضلعی درآید.
در هر ۱۰۰ گرم کره در حدود ۲۱۰ میلی‌گرم کلسترول وجود دارد. در بزرگسالان، کلسترول مورد نیاز بدن بین ۱۳۰۰–۱۲۰۰ میلی‌گرم در روز است که حدود ۲۰ درصد از این مقدار یعنی ۳۰۰–۲۰۰ میلی‌گرم از طریق خوردن موادغذایی تأمین شده و در حدود ۴ برابر این مقدار در داخل بدن انسان و به ویژه در کبد ساخته می‌شود. در بین عموم مردم تصویری منفی از اثر کلسترول بر بدن وجود دارد، اما کلسترول از مواد پیش‌ساز و لازم برای ساختن هورمون‌های جنسی و هورمون‌های غده فوق کلیوی، غشای سلولی، ویتامین د و اسید صفراوی است. همچنین برای انتقال پیام‌های عصبی کلسترول عنصری ضروری است. نداشتن تعادل در مصرف کلسترول برای بدن عوارض بیماری‌زایی در پی دارد. خوردن بیش از حد کلسترول موجب سفتی جدار رگ‌ها، سکتهٔ قلبی یا خون‌ریزی مغزی و دیابت و دیگر بیماری‌ها است و از طرفی دیگر کمبود کلسترول در رژیم غذایی موجب ضعف جدار رگ‌ها و خون‌ریزی مغزی خواهد شد.
جدول زیر برخی از ارزش‌های غذایی موجود در هر ۱۰۰ گرم کرهٔ بی‌نمک را نشان می‌دهد:
| آب        | کالری          | چربی      | پروتئین  | کلسیم      | کلسترول     | ویتامین آ    | ویتامین د | ویتامین ای   |
| --------- | -------------- | --------- | -------- | ---------- | ----------- | ------------ | --------- | ------------ |
| ۱۷٫۹۴ گرم | ۷۱۷ کیلو کالری | ۸۱٫۱۱ گرم | ۰٫۸۵ گرم | ۲۴ میلی‌گرم | ۲۱۵ میلی‌گرم | ۶۸۴ میکروگرم | ۶۰ واحد   | ۲٫۳۲ میلی‌گرم |

روغن: در کشورهای عربی در خمیر مشابه به جای کره از روغن استفاده می‌شود. در چین نیز معمول است که به عنوان مواد چرب از چربی خوک استفاده شود.
مارگارین: مارگارین ویژهٔ خمیر هزارلا (به انگلیسی:puff pastry margarine) از دیگر انواع مواد چرب است که در خمیر بکار می‌رود و دارای نقطهٔ ذوب بسیار بالایی در حدود ۵۷–۴۷ درجه سانتیگراد است. نقطهٔ ذوب چربی کره در حدود ۲۳–۲۱ درجه سانتیگراد است.
جدول زیر برخی از ارزش‌های غذایی موجود در هر ۱۰۰ گرم مارگارین را نشان می‌دهد:
| آب       | کالری          | چربی     | پروتئین | کلسیم      | کلسترول   | ویتامین د |
| -------- | -------------- | -------- | ------- | ---------- | --------- | --------- |
| ۱۵٫۵ گرم | ۷۵۸ کیلو کالری | ۸۱٫۶ گرم | ۰٫۴ گرم | ۱۴ میلی‌گرم | ۵ میلی‌گرم | ۰ واحد    |

در انواع فروشی خمیر هزارلا بیشتر از چربمایه استفاده می‌شود.
نمک
بکار بردن نمک در داخل خمیر تنها برای دادن مزه به خمیر نیست، بلکه وجود نمک باعث آسان شدن کار پهن کردن خمیر خواهد شد.
آب
برای افزودن در داخل خمیر از آب سرد استفاده می‌شود. با ورز دادن خمیرآب، فعالیت آنزیم‌های درون آرد آغاز شده و در نتیجه پروتئین و نشاسته تجزیه می‌شوند. در این هنگام اگر به خمیر گرما داده شود، بر اثر فعالیت آنزیم‌ها خمیر به‌سرعت حالت کش‌دار پیدا می‌کند. برای جلوگیری از به وجود آمدن چنین حالتی آب سرد استفاده می‌شود. همچنین برای اینکه در طی درست کردن خمیر، گلوتن بیش از اندازه از آرد خارج نشود، خواباندن خمیر در یخچال لازم است.
مواد اسیدی
گلوتن داخل خمیرآب از پروتئین‌های داخل آرد به نام‌های گلیادین و گلوتلین خارج می‌شود. گلوتلین پروتئینی است که در اسید به آسانی حل می‌شود، به همین سبب هنگامی که به آب سردی که به داخل خمیر ریخته می‌شود، مقداری سرکه یا مواد اسیدی دیگر افزوده شود، گلوتنی که از خمیر خارج می‌شود، نرم‌تر شده و باز شدن خمیر بهتر انجام می‌شود. مقدار افزودن سرکه یا مواد اسیدی به اندازه ۵٪ تا ۱۰٪ مقدار آرد است. افزودن مایعات الکل دار نیز تأثیر مشابهی دارد.

## طرز تهیه
روش تهیه به روش معمول:
۷۵۰ گرم کره با وردنه به صورت چهار ضلعی (به‌طور معمول ۱۵ ✕ ۱۵ سانتیمتری) درآمده و سپس در یخچال قرار داده می‌شود. یک کیلوگرم آرد در روی سطح صافی الک شده، وسط آن گود می‌شود. ۵۰۰ میلی لیتر آب به همراه ۲۰ گرم نمک داخل گودی میان آرد ریخته می‌شود. با هر دو دست آرد و آب و نمک تا حدی که کش‌دار نشود، ورز داده می‌شود تا خمیرآب درست شود. در صورتی‌که حداکثر تا ۱۰٪ از وزن آرد، کره به خمیرآب افزوده شود از کش‌دار شدن خمیر کاسته شده و باز کردن خمیر با وردنه آسان‌تر می‌شود. سپس خمیرآب گرد شده و روی آن با کارد به شکل یک ضربدر بریده می‌شود. سپس خمیرآب در داخل نایلون پیچیده شده و در داخل یخچال به مدت بیش از یکساعت خوابانده می‌شود. خمیرآب بعد از درآوردن در یخچال به ضخامت ۲ سانتیمتر و به ابعاد تقریبی دو برابر ابعاد کره باز می‌شود.

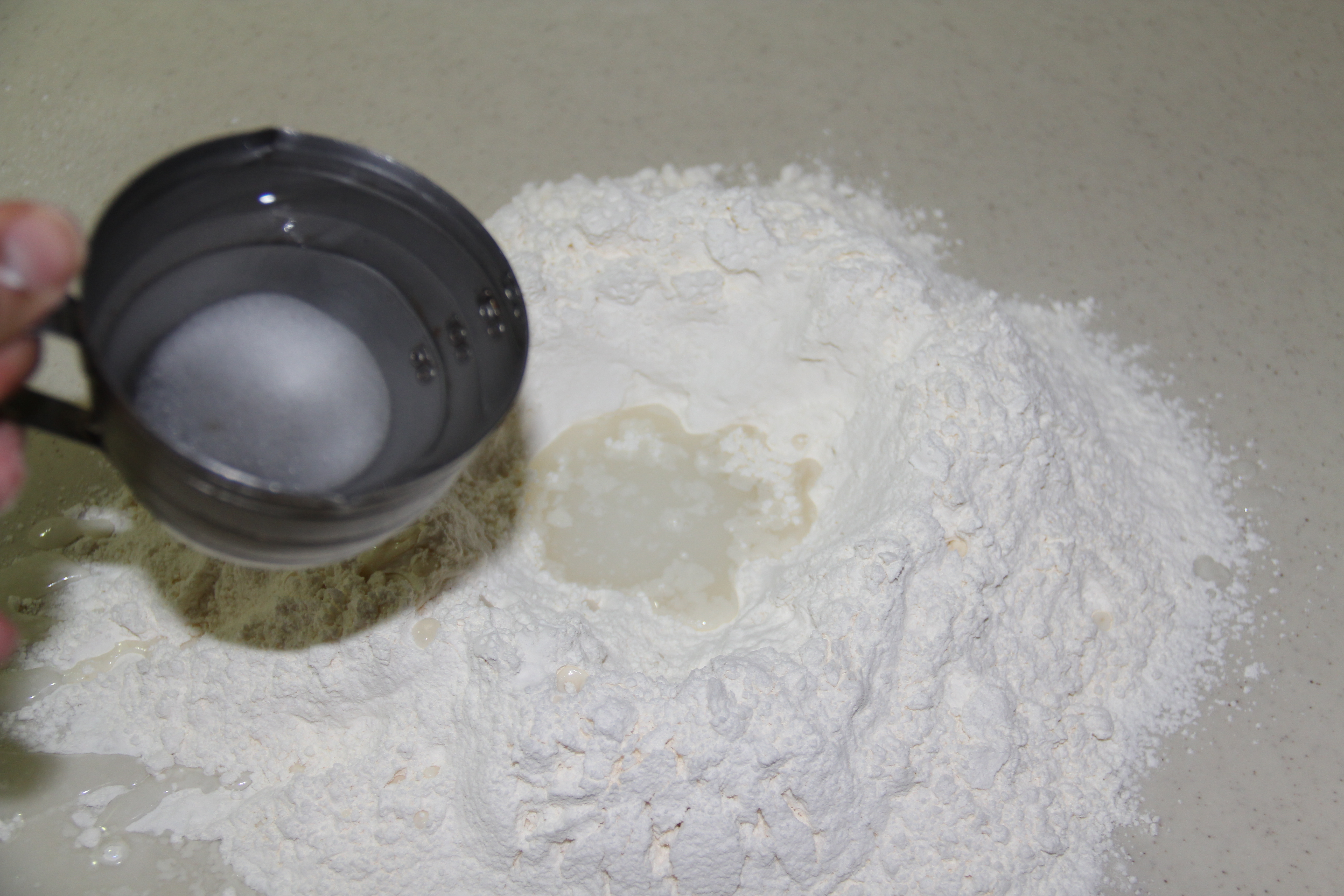
۱. آب به همراه نمک داخل گودی میان آرد ریخته می‌شود.
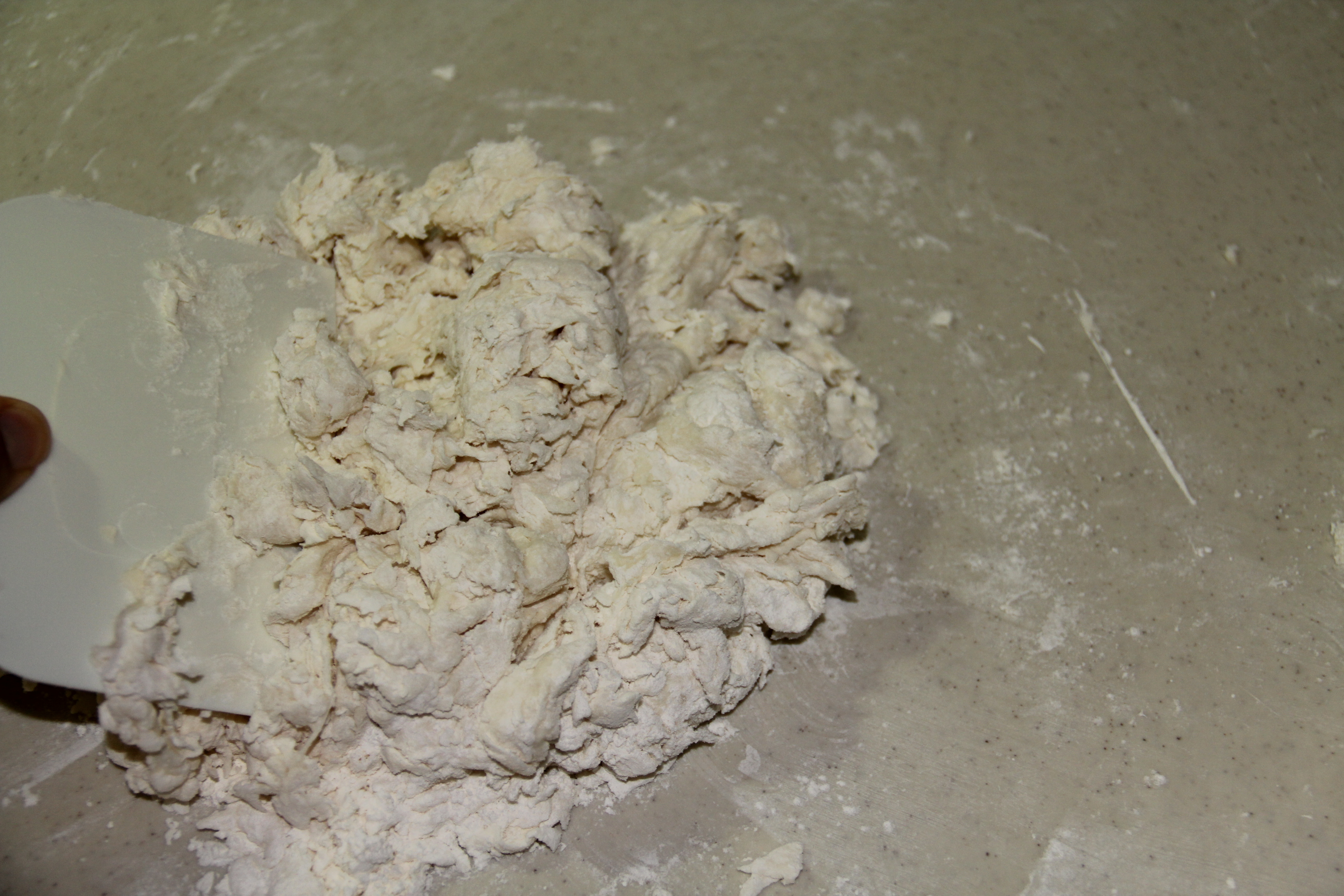
۲. مواد ابتدا با لیسه خمیر یا دست مخلوط شده و سپس تا حدی که کش‌دار نشود، ورز داده می‌شود.
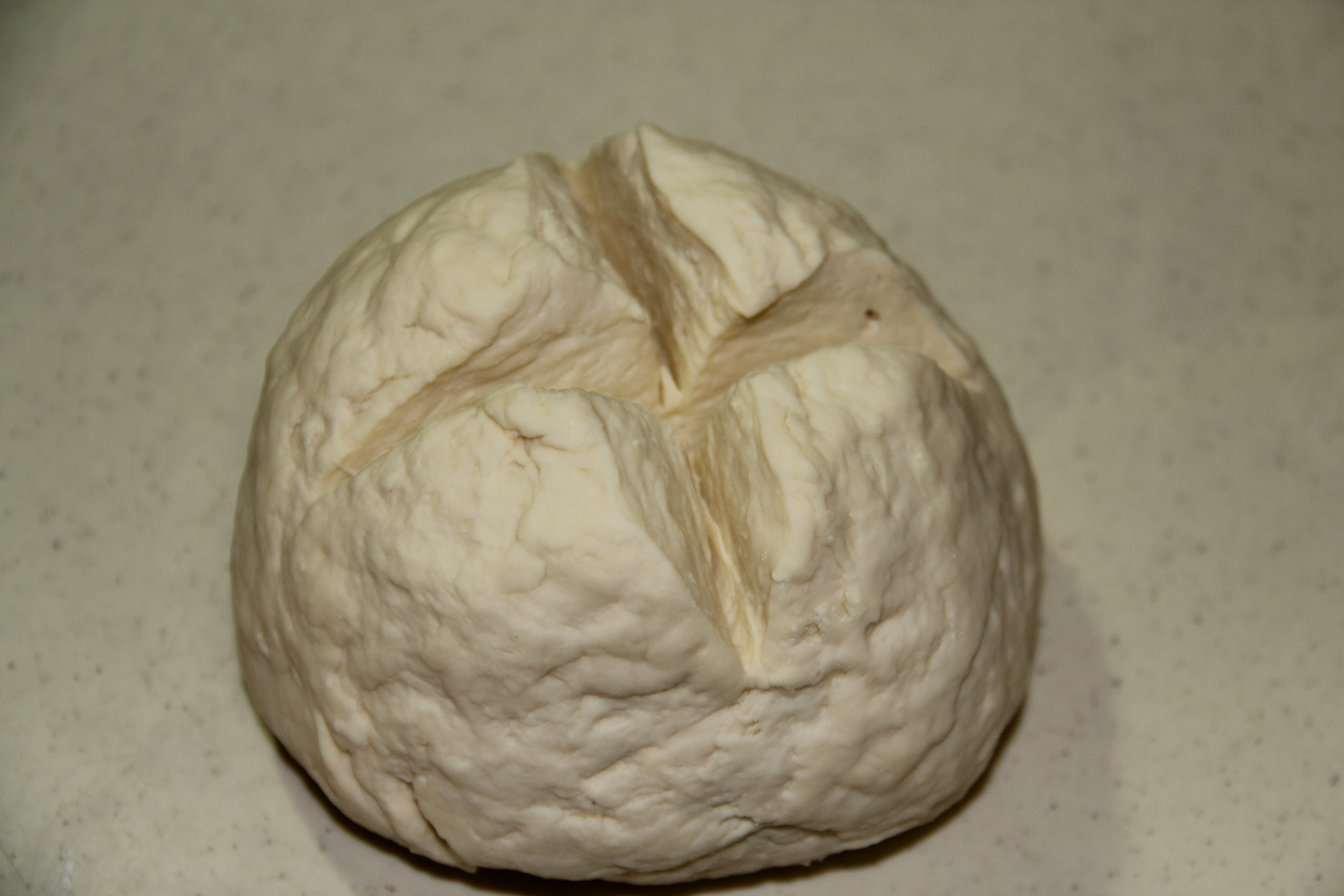
۳. خمیرآب گرد شده و روی آن با کارد به شکل یک ضربدر بریده می‌شود.
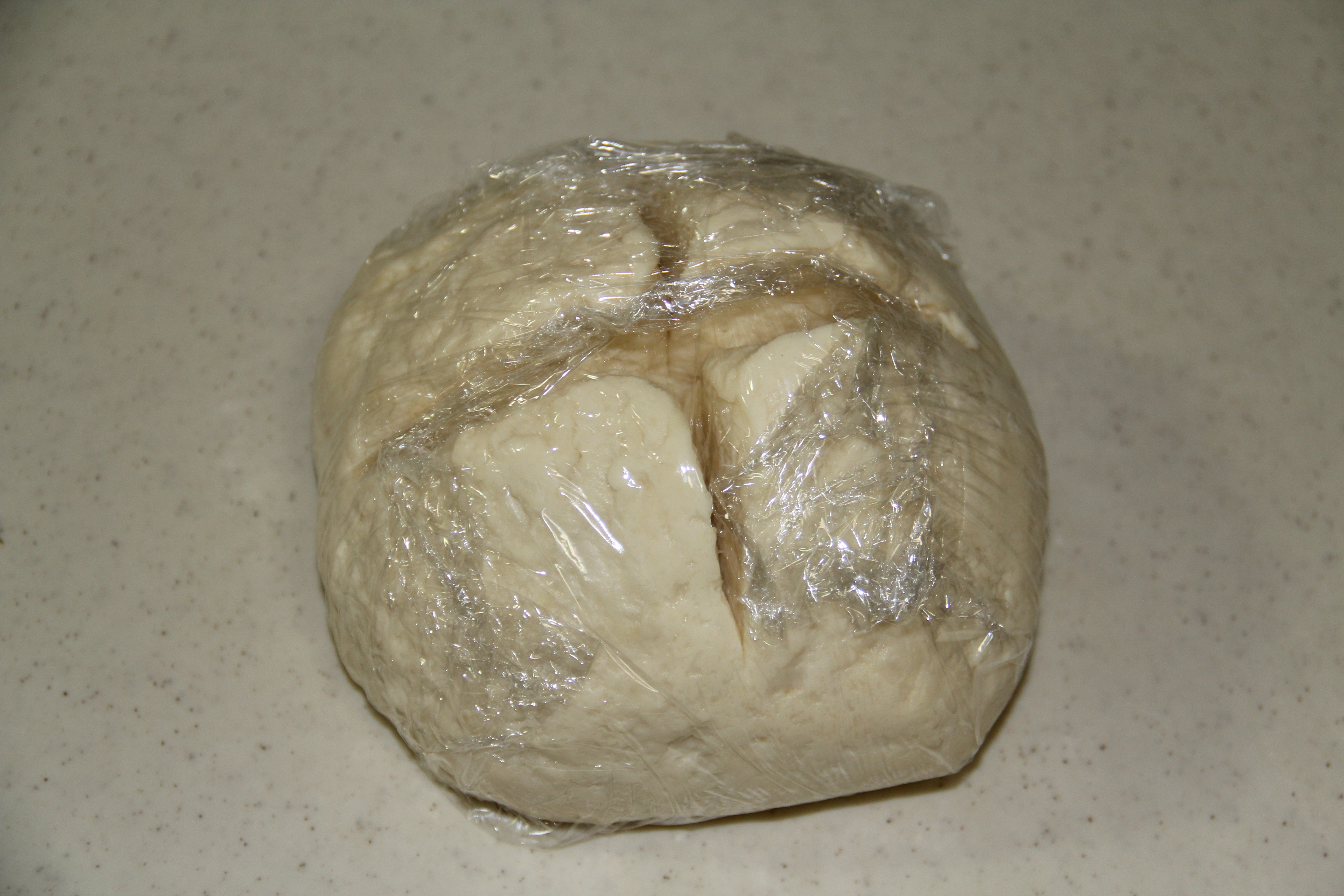
۴. خمیرآب در داخل نایلون پیچیده شده و در داخل یخچال خوابانده می‌شود.
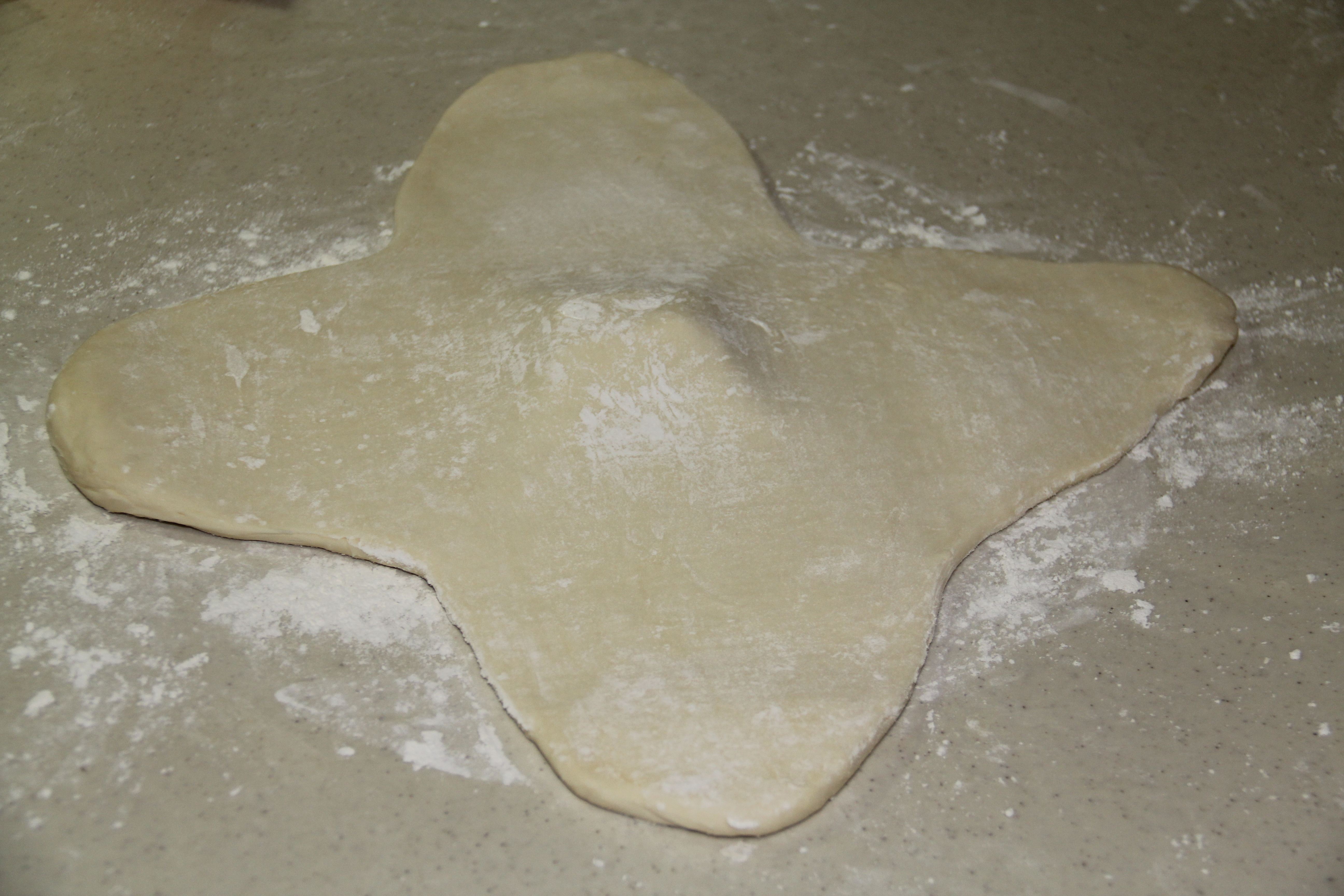
۵. بعد از بیرون آوردن از یخچال، خمیرآب به ابعاد تقریبی دو برابر ابعاد کره باز می‌شود.

سفتی کره با سفتی خمیرآب یکسان باید باشد. کره وسط خمیرآب طوری قرار می‌گیرد که گوشه‌های کره مماس با وسط اضلاع خمیرآب باشد و با اضلاع آن زاویهٔ ۴۵ درجه تشکیل دهد. سپس خمیرآب بر روی کره کشیده شده به صورت پاکت درآورده می‌شود. مابین خمیرآب و کره نباید هوا باقی بماند.

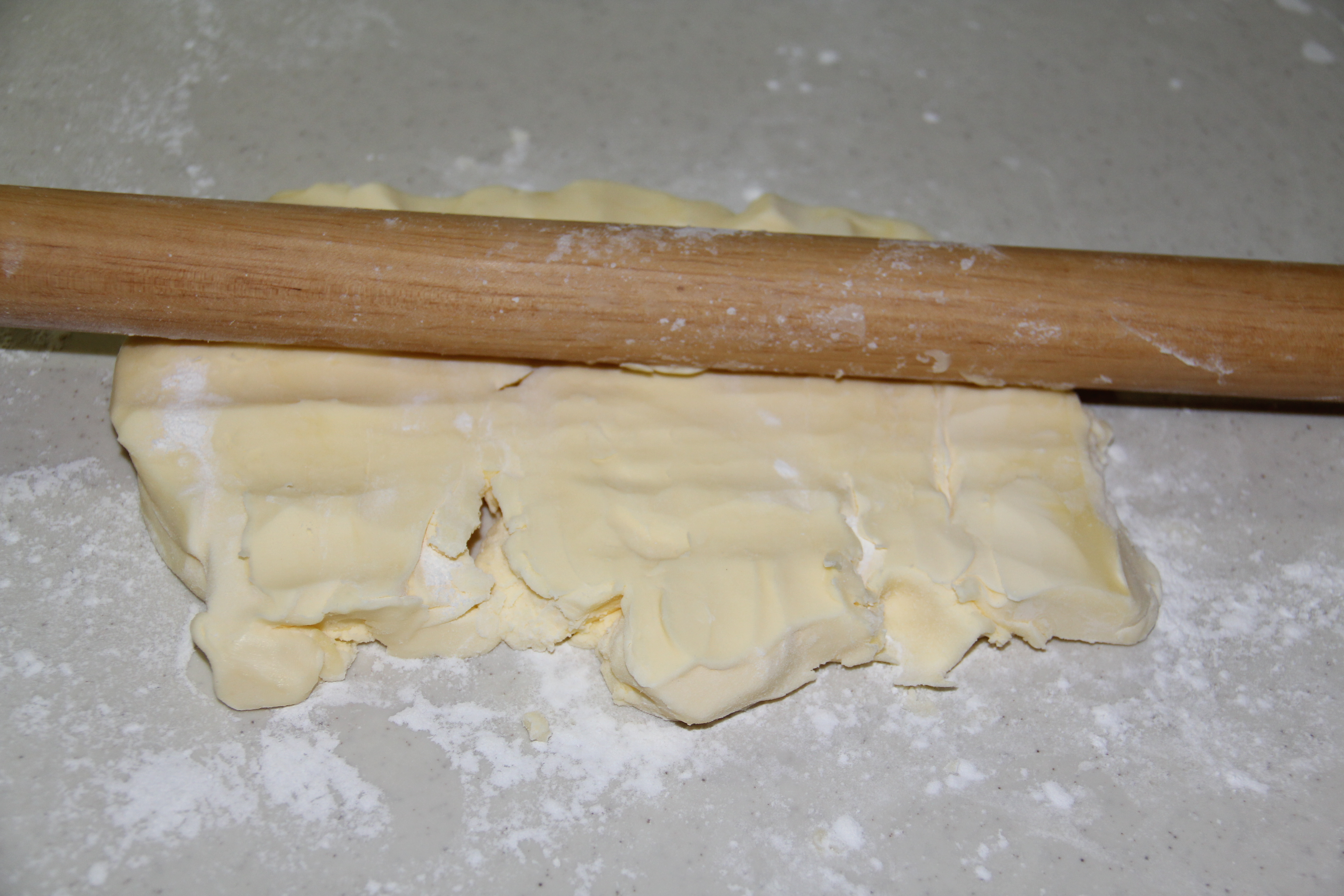
۱. کره بر روی سطحی که آرد بر آن پاشیده شده با وردنه به صورت مسطح درمی‌آید.
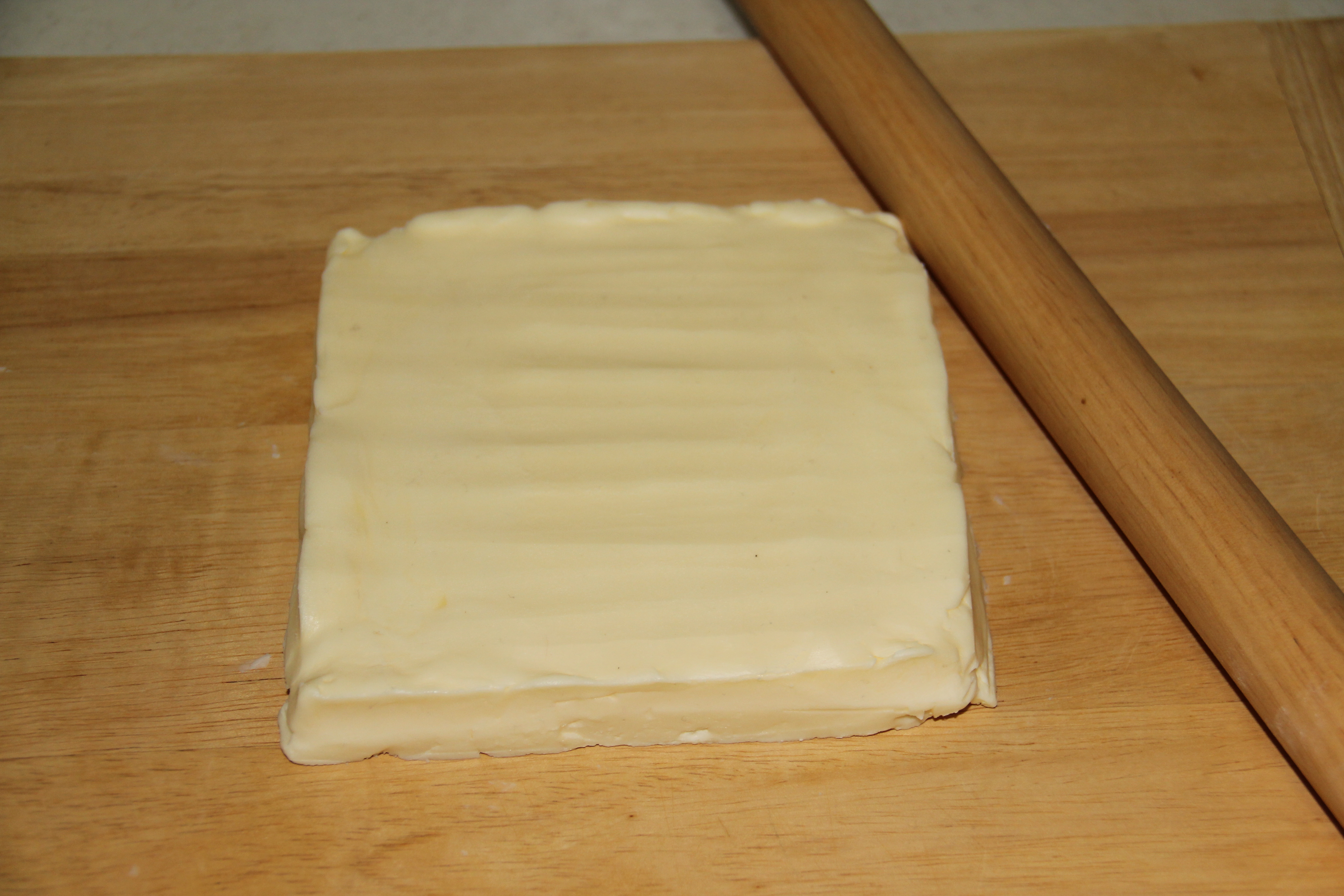
۲. سپس به صورت چهار گوش شکل داده شده و داخل یخچال گذاشته می‌شود.
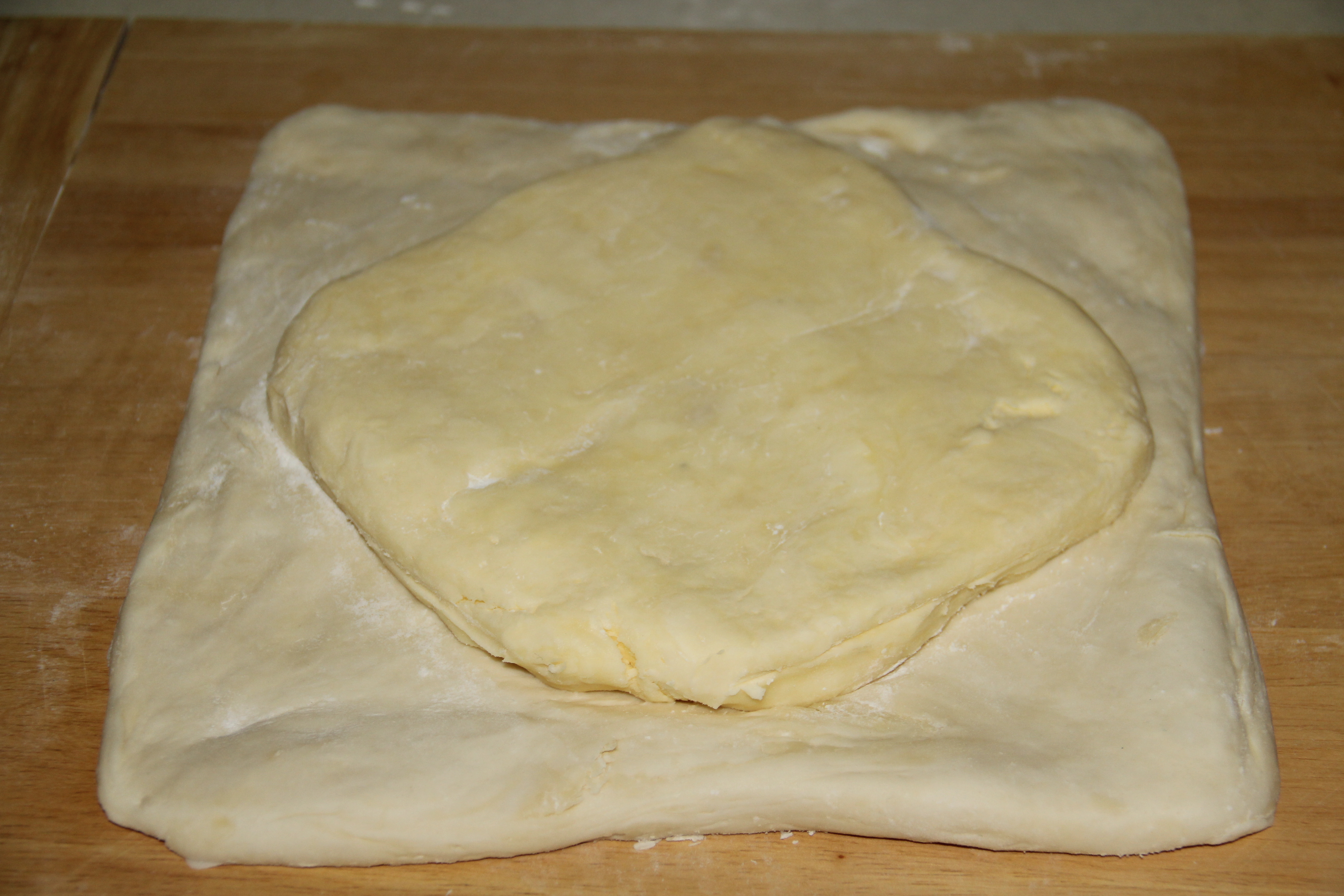
۳. کره در روی خمیرآب قرار گرفته به صورتی که گوشه‌های کره مماس با وسط اضلاع خمیرآب باشد.
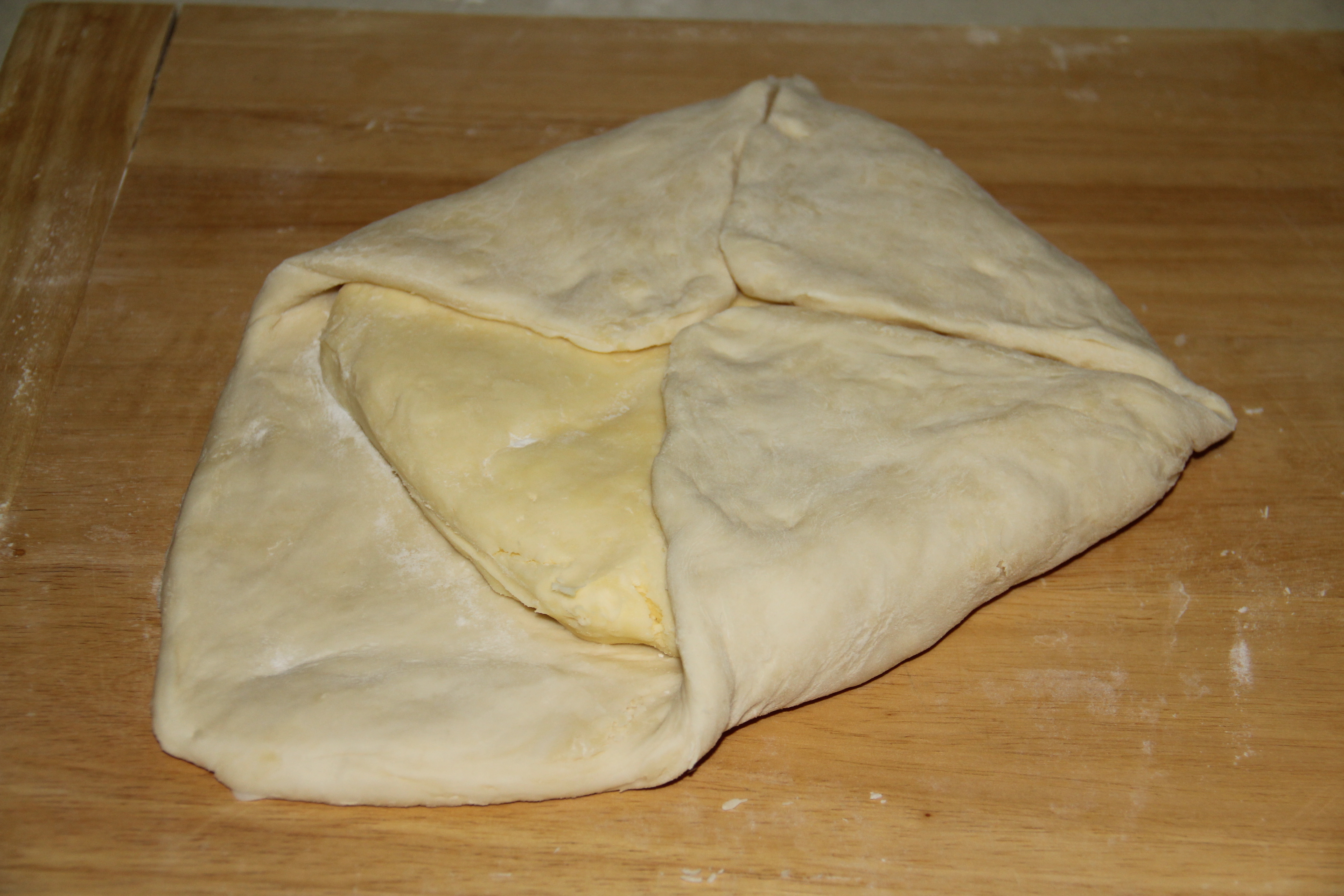
۴. خمیرآب، مانند یک پاکت کره را در بر می‌گیرد.
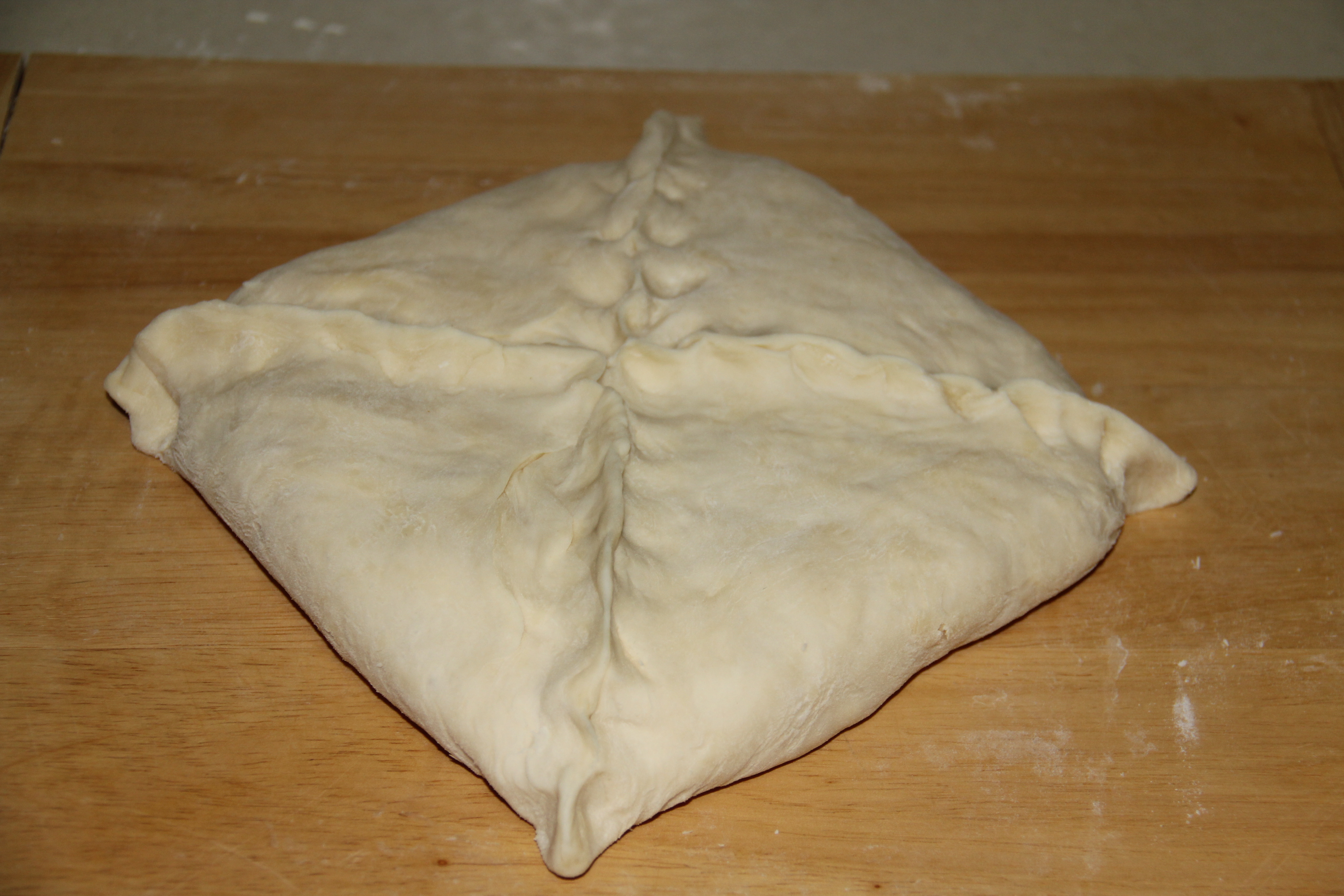
۵. درزها برای بیرون نیامدن کره بسته می‌شود.

- بار اول تا زدن ، خمیر با وردنه باز شده تا حدی که طول آن به اندازه سه برابر مربع میانی شود.[۴۱] خمیر باز شده معمولاً ابعادی بین ۶۰ ✕ ۲۵ – ۴۰ ✕۲۰ سانتیمتر دارد. این خمیر با ابعاد ذکرشده، ضخامتی تقریبی در حدود یک سانتیمتر را دارد. خمیر یکبار به صورت سه لا تا زده شده و پس از تا زدن ۹۰ درجه چرخیده و عمل باز کردن و تا کردن تکرار می‌شود. خمیر تا زمان سفت شدن مجدد کره داخل آن، در داخل نایلون قرار گرفته و در داخل یخچال خوابانده می‌شود. مدت زمان خواباندن خمیر پس از هر بار تا زدن در منابع گوناگون متفاوت است و زمان ۲۰–۱۵ دقیقه[۴۲] ۳۰ دقیقه[۴۳] ۱ ساعت،[۴۴][۴۵][۴۶] ۲–۱ ساعت[۴۷] و ۳–۲ ساعت[۴۸] ذکر شده‌است.

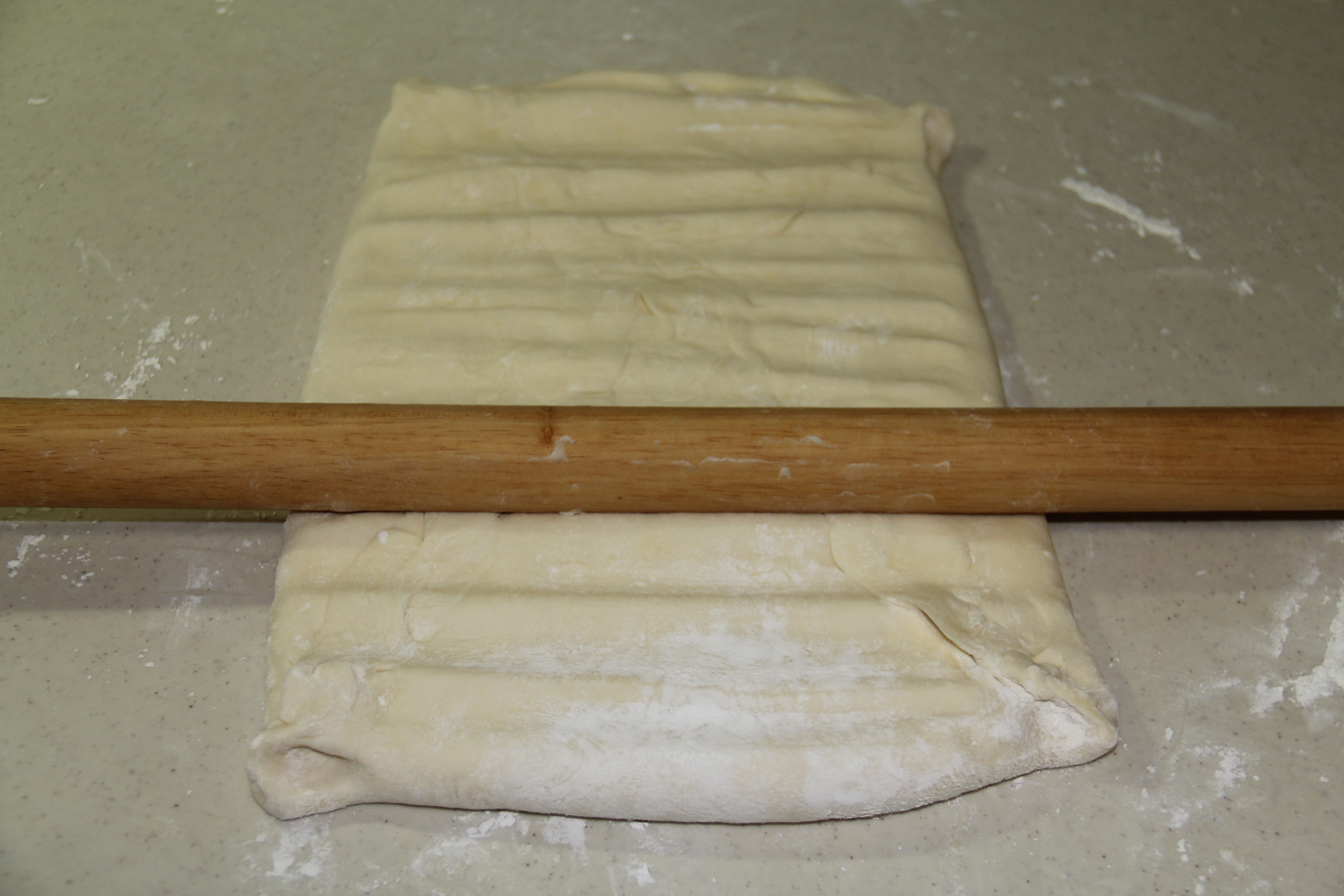
۱. پس از گذاشتن کره در داخل خمیر، ابتدا با وردنه بر روی آن فشار آورده می‌شود.
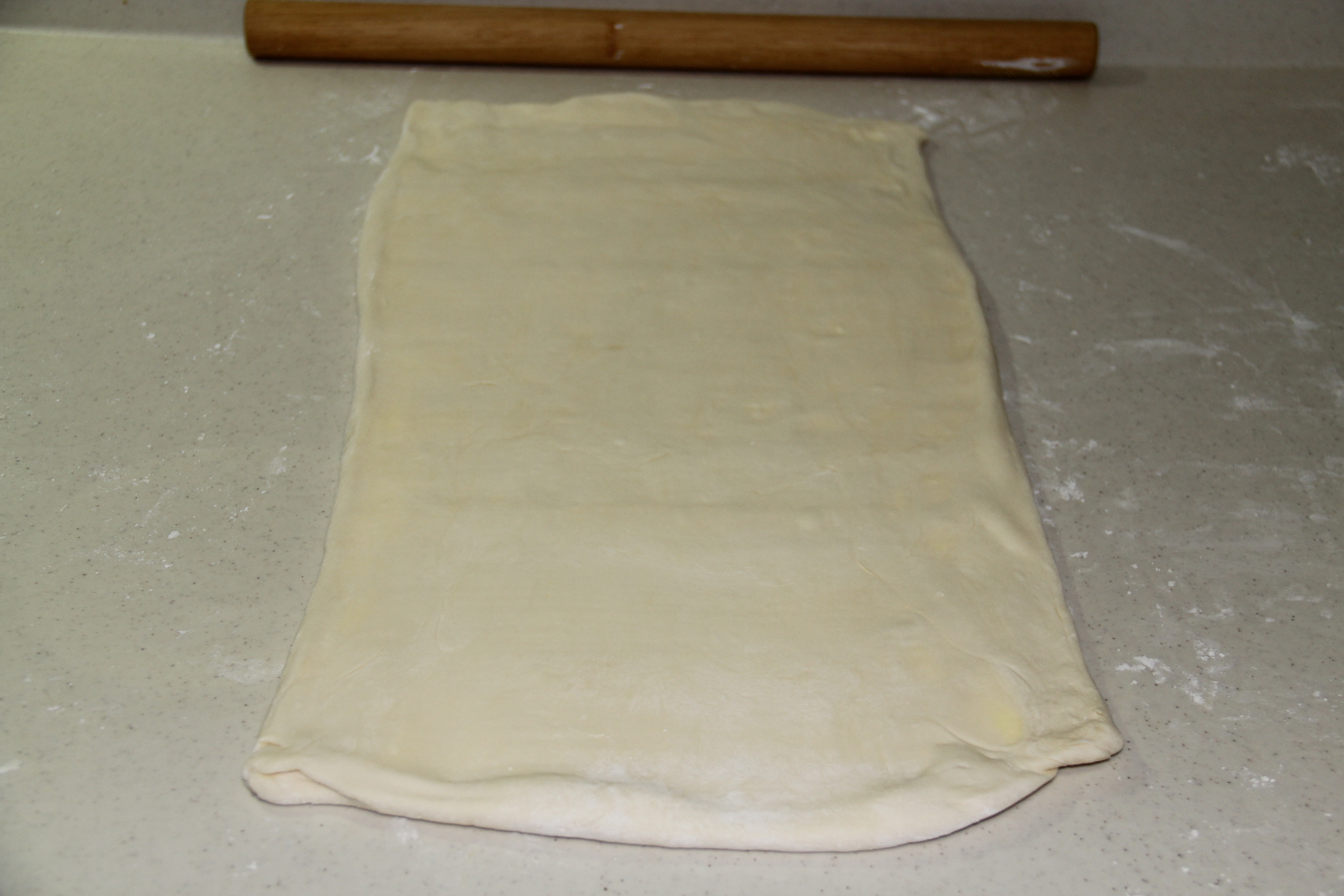
۲. خمیر به اندازه سه برابر کرهٔ میانی باز می‌شود.
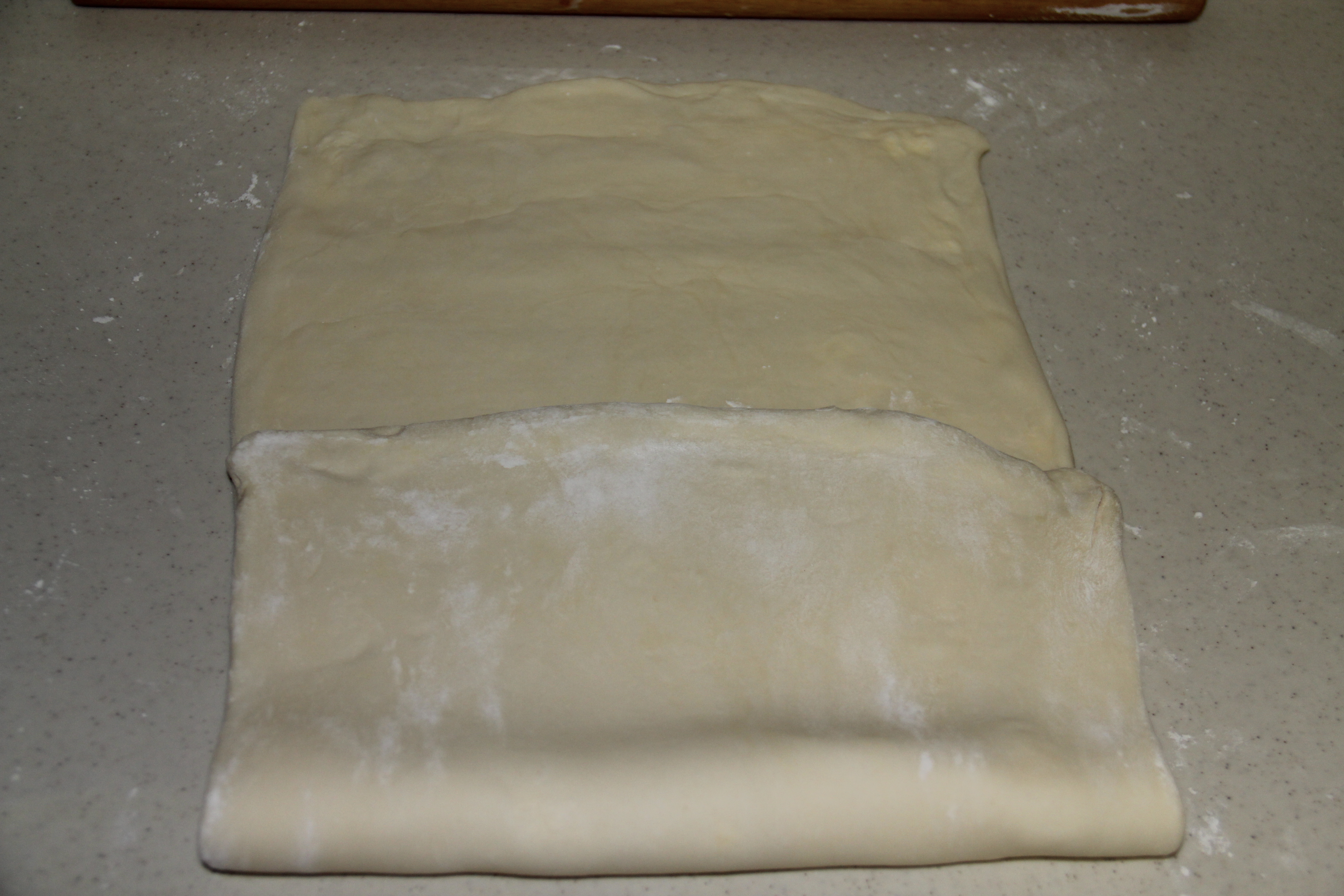
۳. یک سوم خمیر ابتدا به داخل تا می‌شود.
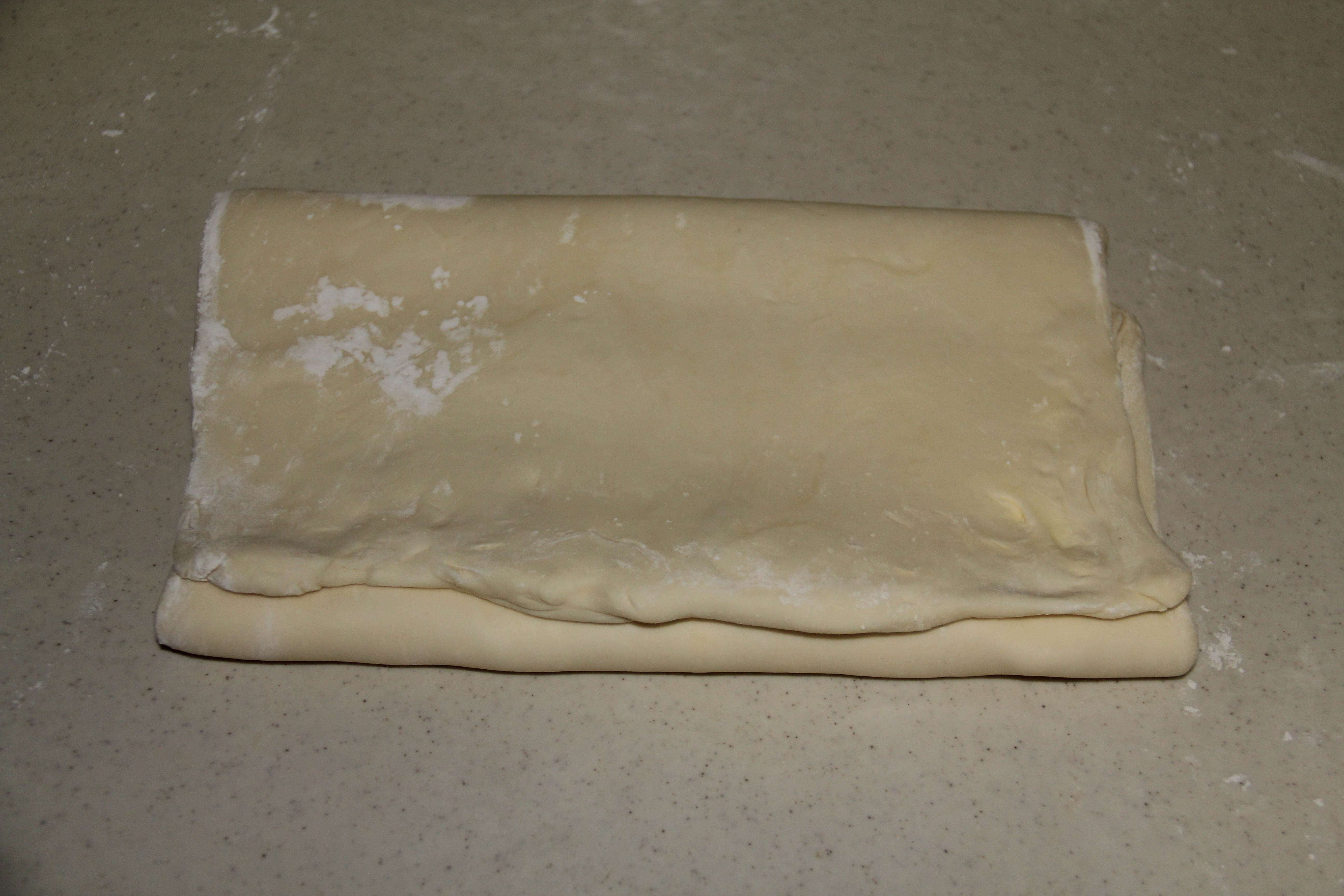
۴. یک سوم باقی‌مانده بر روی خمیر تا می‌شود.
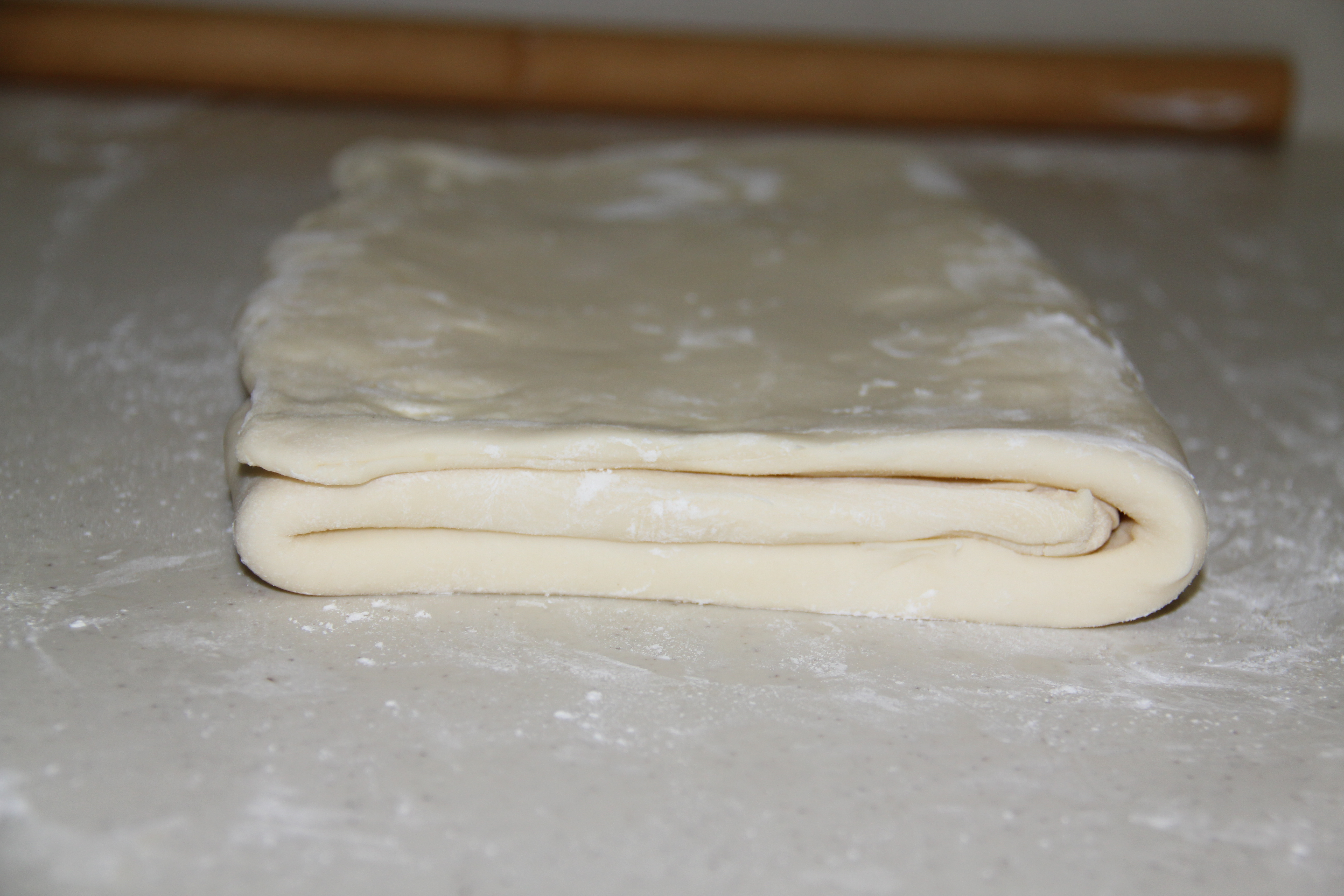
۵. خمیر ۹۰ درجه چرخیده و عمل باز کردن و تا کردن تکرار می‌شود یعنی پس از بیرون آوردن خمیر از یخچال هر نوبت دو بار خمیر باز و بسته می‌شود.

- بار دوم تا زدن ، تا زدن مشابه قبل انجام شده و خمیر در یخچال خوابانده می‌شود.
- بار سوم تا زدن ، تا زدن مشابه قبل انجام شده و خمیر در یخچال خوابانده می‌شود. بدین ترتیب خمیر سه نوبت یا شش بار، باز و بسته شده و آماده است.[۴۹]

## انواع تا زدن
|                          |  |                                              |
| تا زدن خمیر به روش سه لا |  | تا زدن خمیر به روش چهار لا و تا خورده در وسط |

به‌طور اصولی این خمیر به صورت ۲ لا، ۳ لا و ۴ لا تا زده می‌شود. روش ۴ لا خود دو نوع دارد؛ یا محل تا زدن هر بار در وسط خمیر است یا به صورت نامتجانس است. بدین صورت که ابتدا یک سوم خمیر بر روی خمیر یک سوم میانی خمیر تا می‌شود، یک سوم باقی‌مانده نیز از وسط تا شده، خمیر دو لا می‌شود سپس این دو لا از وسط تا شده، خمیر به صورت ۴ لا در می‌آید. در نوع ۳ لا در اثر ۶ بار باز و بسته شدن خمیر، تعداد لایه‌ها پس از پخت به ۷۳۰ لایه می‌رسد.

## تغییرات شیمیایی
هنگامی که خمیر هزارلا در داخل فر گذاشته می‌شود، بر اثر حرارت، دمای کره در زمان کوتاهی بالا رفته و ذوب می‌شود. بعد از آن دمای خمیرآبی که در میان لایه‌های کره قرار گرفته‌است شروع به افزایش می‌کند.

آبِ درون کره (۱۶ درصد کره)، بخار می‌شود و با فشار، لایه خمیرآب را بالا می‌برد و به این ترتیب، در بین لایه‌ها شکاف ایجاد می‌شود.

یک قسمت از آبی که در درون خمیرآب وجود دارد برای چسبناک شدن نشاسته استفاده می‌شود. در همین هنگام به گلوتن (پروتئین آرد) گرما وارد می‌شود.

همچنان که دما بالا می‌رود، خمیرآب در درون کرهٔ داغ روغن‌پز می‌شود. وقتی خمیرآب خام به تدریج خشک و برشته می‌شود، آب درون آن به بخار تبدیل شده و از خمیرآب خارج می‌شود. به همین سبب شکاف مابین لایه‌ها بیش از پیش اضافه می‌شود.

## نکات
کنترل دما
کنترل دما در درست کردن خمیر هزارلا مهم است. تمامی مواد بهتر است سرد باشند و کار در محیطی خنک انجام شود.
آرد
۱. آرد چندین بار الک می‌شود. در صورت استفاده از هر دو نوع آرد شیرینی و آرد نان، این دو با هم خوب الک شده تا مخلوط شوند.

۲. به‌طورکلی در پاشیدن آرد به سطح زیر خمیر باید کمترین میزان را در نظر گرفت و در هنگام تا کردن نیز با برس آشپزی آرد اضافه را از روی خمیر زدود.
نمک
۱. معمولاً نمک در آب سرد حل می‌شود.
کره
۱. در مورد کره لای خمیرآب، از لحاظ عملی مهم‌ترین نکته، بیرون نیامدن کره از لای خمیرآب است. پس از آن که کره به شکل چهار ضلعی درآمد، در داخل یخچال سفت می‌شود.

۲. بعد از قرار دادن کره در داخل خمیرآب، درزهای خمیرآب با فشار انگشت به خوبی به هم چسبانده می‌شود تا کره از درزهای خمیر بیرون نزند.

۳. سفتی کره باید با سفتی خمیرآب یکسان باشد، در غیر این صورت نمی‌توان خمیر را به خوبی صاف کرد. به همین جهت نباید کره را در داخل فریزر یا دمای بسیار پایین سفت کرد.

۴. برای اینکه خمیر را بتوان راحت‌تر پهن کرد در برخی از دستورها در داخل خود خمیرآب نیز تا حدی کره به کار می‌رود. وجود کره باعث نچسبیدن خمیرآب به سطح صاف زیر خمیر خواهد شد و به همین جهت آرد کمتری برای پاشیدن بر روی سطح صاف زیرین بکار می‌رود.

۵. کره نباید در دمای معمولی مدت زیادی باقی بماند یا با دست به‌طور مستقیم لمس شود به همین دلیل کره به محض خارج شدن از یخچال با کوبیدن وردنه به شکل چهار ضلعی درمی‌آید.

۶. در صورتی‌که خمیرآب برای بار اول و دوم به مدت طولانی در یخچال باقی بماند یا در داخل فریزر با دمای کم سرد شود، کره داخل خمیرآب بیش از اندازه سفت شده و در اثر وردنه کردن ممکن است به قطعات کوچک شکسته شود. جدا شدن این قطعات از یکدیگر در اثر وردنه کردن، باعث می‌گردد خمیر هزارلا نامیزان شود.

۷. ذوب شدن کره در دمای زیاد باعث چسبندگی خمیر می‌شود و برای جلوگیری از چسبندگی خمیر به سطح زیر لازم است آرد بیشتری بر روی سطح پاشیده شود. افزودن آرد باعث جذب آب شده که خمیر را خشک و سطح خمیر را ترک دار خواهد کرد.

۸. کره‌ای که در داخل خمیر قرار داده شده، در صورتی‌که بیش از اندازه کم باشد خمیر به صورت لایه‌لایه در نخواهد آمد.
آب
ریختن آب بر روی آرد باید متوازن باشد. اگر هنگام افزودن آب به آرد، آب به تمامی آرد نرسد، هر چه بعد از آن خمیر ورز داده شود یکدست نخواهد شد. مقدار آب برحسب خشکی یا مرطوب بودن محل نگهداری آرد ممکن است متفاوت باشد، به همین جهت آب و نمک همراه با سنجش سفتی خمیرآب و در طی چند مرحله اضافه می‌شود.
خمیرآب
۱. بعد از بیرون آوردن خمیرآب از داخل یخچال ابتدا با وردنه به آرامی بر روی آن می‌کوبند. نباید بر روی خمیر فشار بیش از اندازه وارد کرد.

۲. معمولاً خمیر هزارلا به مقدار زیاد آماده شده و در فریزر نگهداری می‌شود.

۳. برای خشک نشدن در داخل یخچال، خمیر روی ظرفی که به کره آغشته شده قرار داده می‌شود و پس از آنکه روی خمیر نیز کمی کره مالیده شد، روی آن با نایلون پوشانده شود.

۴. خمیرآب را هرگز زیاد ورز ندهید. انجام بیش از اندازهٔ این عمل باعث سفتی و دشواری در هنگام پهن کردن خواهد شد.

۵. هنگامی که خمیر دو بار به صورت سه لا تا شد، حتماً باید در داخل یخچال قرار گیرد تا چسبندگی خود را از دست داده و کار باز و بسته کردن در نوبت بعدی آسان شود. علت خواباندن خمیر در داخل یخچال این است که چسبندگی گلوتن تولید شده هنگام ورز دادن کم شود.

۶. برای اطمینان از ورآمدن خمیرآب پس از گذاشتن در یخچال با انگشت بر روی خمیر فشار آورده و در صورتی که فرورفتگی باقی ماند خمیر ور نیامده‌است. ورآمدن خمیرآب به‌طور تقریبی یک ساعت طول می‌کشد.

۷. پیش از پخت پای و تارت با چنگال یا غلتک خمیر بر روی سطح خمیر پهن شده، سوراخ‌های متعددی ایجاد می‌شود. با ایجاد چنین سوراخ‌هایی بخارآب تا حدی خارج شده و از باد کردن بیش از اندازه خمیر یا نامنظم شدن آن جلوگیری می‌شود و ارتفاع خمیر به یک میزان خواهد شد. همچنین این عمل مانع کوچک شدن خمیر پس از پخت می‌شود.
خمیر حاوی کره
خمیر حاوی کره در صورتی که بیش از حد باز و بسته شده یا بیش از حد قبل از بسته شدن، باز و نازک شده باشد، به صورت لایه‌لایه نخواهد شد.

بازکردن خمیر به شکل متوازن از اصول کار است، در صورتی‌که یک قسمت خمیر کلفت و قسمتی دیگر نازک باز شود، یک قسمت دارای کره (یا چربی) زیاد و قسمت دیگر دارای کره کم بوده و شیرینی پس از پخت به یک طرف خم خواهد شد.

خمیر لازم است به اندازه کافی در یخچال خوابانده شود، در غیر این صورت خمیر پس از پخت کوچک خواهد شد.
فر
حرارت کم فر موجب می‌شود که محصول پس از پخت به شکل لایه‌لایه در نیاید.

دمای بیش از اندازهٔ محل پخت و خروج پیش از موعد مقرر خمیر از داخل اتاقک حرارتی، محصول برشته‌ای را به ما نمی‌دهد.

## کاربرد در شیرینی‌پزی و غذا
از کاربردهای رایج خمیر هزارلا درست کردن پای است. پای نوعی شیرینی یا غذاست که در آن خمیر با گوشت، ماهی، میوه، سبزیجات و غیره پر شده و در فر پخته می‌شود. در آمریکا حتی اگر مواد تنها بر روی یک لایه زیرین خمیری قرار گرفته باشند، نیز به آن پای گفته می‌شود، اما در فرانسه و انگلستان به چنین خوراکی تارت می‌گویند و در آن کشورها، پای به نوعی اطلاق می‌شود که دارای دو لایهٔ خمیری است.
برخی از کاربردهای خمیر هزارلا در شیرینی پزی و غذا عبارتند از:
| تصویر | نام                       | توضیح |
| ----- | ------------------------- | --- |
|       | پالمیه                    | یک نوع شیرینی به شکل قلب است. در این نوع شیرینی خمیر هزارلا سه سری یا ۶ بار تا می‌شود. در هنگام عمل تا کردن در نوبت پنجم و ششم بر روی خمیر پهن شده شکر پاشیده می‌شود. |
|       | پای سیب                   | یک نوع پای است که غالباً از قرار دادن سیب شیرین پخته شده در درون خمیر هزارلا درست می‌شود. طعم ترش و شیرین سیب با چربی خمیر هماهنگی مناسبی دارد. در این نوع پای سیب با شکر، کره و دارچین تا زمانی که تمامی آب سیب بخار شود پخته شده سپس بر روی یک لایه خمیر قرار گرفته و یک لایه خمیر نیز بر روی آن قرار می‌گیرد. جهت براق شدن سطح رویی بر روی خمیر با برس آشپزی، زرده تخم مرغ مالیده می‌شود. |
|       | شیرینی ناپلئونی یا میل‌فوی | در زبان فرانسوی به معنای هزار برگ، نوعی پای یا شیرینی سه لایه با منشأ فرانسوی است. به‌طور سنتی در میان لایه‌های این خمیر کرم کاستارد قرار دارد و سطح بالایی آن با پودر قند پوشانده می‌شود همچنین ممکن است به جای کرم کاستارد خامه زده شده یا مربا یا دیگر مواد نیز استفاده شود. |
|       | ولووان و بوشه             | قطر ولووان ۱۵ تا ۲۰ سانتیمتر بوده و داخل با موادغذایی شیرین و غیرشیرین پر می‌شود. بوشه از نظر ظاهری بسیار به ولووان شباهت دارد اما قطر آن ۵ تا ۷ سانتیمتر بوده و کوچکتر است. |
|       | پای کیش                   | هم با خمیر بریزه و هم با خمیر هزارلا تهیه می‌شود. معمولاً در داخل قالب خامه، تخم مرغ و بیکن با یکدیگر مخلوط شده و در داخل فر پخته می‌شود. |
|       | پای گوشت                  | گوشت چرخ شده، پیاز سرخ شده، قارچ، انواع سبزیجات و غیره در داخل خمیر پای قرار گرفته و بر سطح آن معمولاً تخم مرغ و آب را با برس آشپزی مالیده می‌شود و در داخل فر پخت می‌شود. |
|       | پیتیویه                   | یک نوع پای است که از قرار دادن کرم بادام در داخل خمیر هزارلا درست می‌شود. این پای وقتی بریده شود به تاج شاه شباهت دارد به همین جهت هنگامیکه بر روی این پای طرحی تاج مانند گذاشته شود به نام کیک پادشاه نامیده می‌شود. |

## ابزار

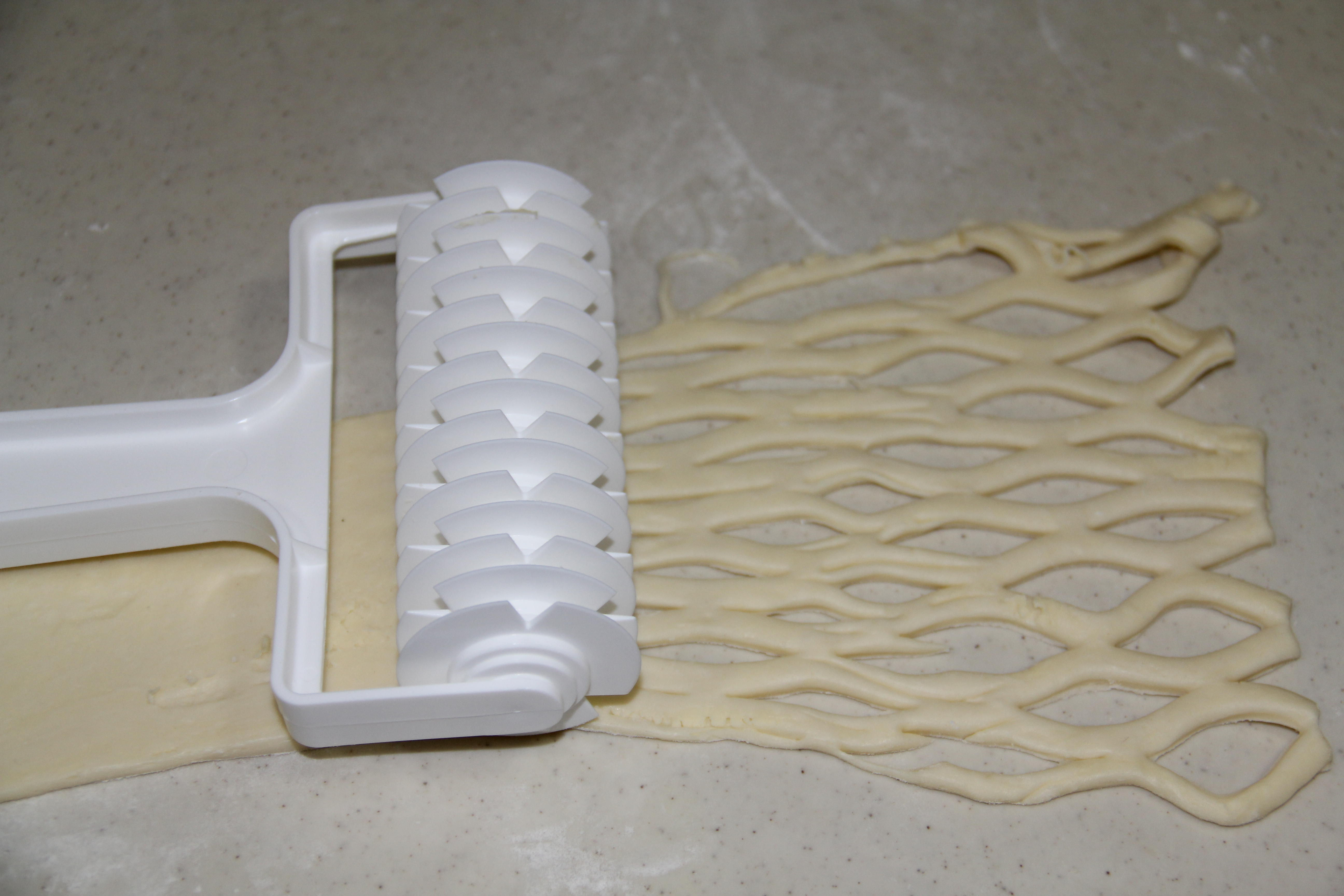
غلتک شبکه‌ای قنادی برای شیار انداختن روی خمیر روی پای استفاده می‌شود.

- قاشق اندازه‌گیری: قاشق‌های اندازه‌گیری، وسیله کمکی ساده‌ای برای اندازه‌گیری مقادیر کم مواد غذایی‌اند. یک سری ۶ تایی قاشق اندازه‌گیری شامل قاشق غذاخوری، نصف قاشق غذاخوری، قاشق چایخوری، نصف قاشق چایخوری، یک چهارم قاشق چایخوری و یک هشتم قاشق چایخوری است.[۷۹]
- پیمانه: گنجایش پیمانه بر اساس کشور ممکن است متفاوت باشد. در کشور ژاپن گنجایش هر پیمانه ۲۰۰ میلی لیتر، در آمریکا ۲۴۰ میلی لیتر[۸۰] و در استرالیا و بریتانیا ۲۵۰ میلی لیتر است.
- سنگ مرمر: سنگ مرمر شیرینی صاف، سطحی مناسب جهت وردنه کردن خمیر هزارلا است. این سنگ هم سرد است و هم به راحتی قابل تمیز شدن است.[۸۱]

همچنین ترازو، قالب، برس آشپزی، لیسه خمیر، خمیربر، پیتزابر، غلتک خمیر، غلتک شبکه‌ای قنادی و وردنه از وسایل دیگری هستند که در تهیه خمیر هزارلا به کار برده می‌شوند.